# Elżbieta Romero
Elżbieta Józefa Romero (ur. 25 grudnia 1952 w Szczecinie, zm. 28 października 2011 tamże) – polska polityk, posłanka na Sejm IV kadencji.

## Życiorys
Córka Kazimierza i Krystyny. Absolwentka II Liceum Ogólnokształcącego im. Mieszka I w Szczecinie. W 1978 ukończyła studia na Wydziale Budownictwa i Architektury Politechniki Szczecińskiej. W latach 1978–1989 pracowała w biurach projektowych jako asystent projektanta, następnie w prywatnych przedsiębiorstwach. Od 1994 do 2001 była radną miejską w Szczecinie.
W wyborach parlamentarnych w 2001 została wybrana na posłankę IV kadencji z okręgu szczecińskiego z ramienia SLD-UP. Pracowała w Komisji Finansów Publicznych.
Była członkinią Sojuszu Lewicy Demokratycznej, wcześniej od 1991 do 1999 należała do Socjaldemokracji Rzeczypospolitej Polskiej, w 2004 przeszła do Socjaldemokracji Polskiej, z ramienia której kandydowała bezskutecznie do Sejmu w wyborach parlamentarnych w 2005. W wyborach samorządowych w 2006 również bez powodzenia ubiegała się o mandat radnej Szczecina z listy Lewicy i Demokratów. W przedterminowych wyborach parlamentarnych w 2007 bezskutecznie kandydowała z listy koalicji Lewica i Demokraci. Zasiadała w krajowej komisji rewizyjnej Socjaldemokracji Polskiej.
Pochowana została na cmentarzu Centralnym w Szczecinie.